# Пересмішник (роман Даррелла)
Пересмішник (англ. The Mockery Bird) – гумористична повість британського письменника-натураліста, мандрівника Джеральда Даррелла, видана у 1981 році видавництвом William Collins, Sons and Co Ltd.

## Сюжет
Дія повісті розгортається на уявному острові Зенкалі, населеного представниками двох племен: фангу та гінка. Народ племені гінка здавна шанує як бога рибу-дельфіна, в той час як фангу – птаха-пересмішника. Як вважалося, за часів французької влади всі представники цього виду птахів були знищені, і народ фангу залишився без релігійного символу.                                                                                                                                                                                                                                                               Править на острові король племені фангу Тамалавала ІІІ на прізвисько «Кінгі». Острів знаходиться під владою британської корони, але готується до отримання самоврядування. Також на острові планується побудова аеропорту, що, на думку економістів та управителів, сприятиме економічному розвитку. Але для цього потрібно затопити одну з долин з її тваринним та рослинним світом.                                                                                                                                                                                                                      В цей час до Зенкалі прибуває Пітер Флокс, який призначений на посаду помічника політичного радника короля.                                                                                                    Одного разу, подорожуючи островом він виявляє, що саме в тій долині, яку планують затопити, збереглася невелика популяція пересмішників. Цей факт привертає увагу  світової преси, екологів, політиків та бізнесменів. Крім того, з’ясовується,  що дерево амела – єдиний сільськогосподарський продукт Зенкалі, пов'язано з пересмішниками, які харчуються його плодами, та з деякими іншими представниками місцевої флори і фауни складають єдиний ланцюг. Тому затоплення долини призведе як до краху економіки Зенкалі, так і до остаточної загибелі птахів.                                                                                                                                                                                                               Відтак, будівництво аеропорту було скасовано, а народ фангу повернув собі давнє божество.

## Критика
Як наводить «Вашингтон Пост»: «Якщо попередні книги Д. Даррелла змушують піклуватися про тварин, «Пересмішник» може змусити деяких читачів сміятися, але не змусить їх задуматися».                                                                                                                                                                                                                                                                           Сам автор зазначав, що писав книгу у доброму настрої, а описані в ній події відбувалися та відбуваються у різних частинах світу.